# Grisén (kommunhuvudort)
Grisén är en kommunhuvudort i Spanien.   Den ligger i provinsen Provincia de Zaragoza och regionen Aragonien, i den nordöstra delen av landet, 260 km nordost om huvudstaden Madrid. Grisén ligger 246 meter över havet och antalet invånare är 475.
Terrängen runt Grisén är platt. Runt Grisén är det tätbefolkat, med 297 invånare per kvadratkilometer. Närmaste större samhälle är Alagón, 4,5 km nordost om Grisén. Trakten runt Grisén består till största delen av jordbruksmark.